# Mike Hennessey
Mike Hennessey (* 25. Februar 1928 in London; † 16. August 2017 in Durchhausen) war ein britischer Musikjournalist, der auch als Jazzpianist hervorgetreten ist.

## Leben und Wirken
Hennessey, der aus einer musikalischen Familie stammte, lernte Klavier mit sechs Jahren. Nach seiner Militärzeit war er als Journalist tätig. Er hat für viele Jazzzeitschriften in Europa und Nordamerika geschrieben und war lange Jahre der internationale Redakteur der US-Fachzeitschrift Billboard, für die er bis 1994 als internationaler Herausgeber fungierte. Er entwickelte sich zu einem der erfahrensten Kenner des internationalen Urheberrechts und galt als Fürsprecher für die Stärkung der Rechte der Musikkreativen. Zudem war er Mitgründer von internationalen Branchenzeitschriften wie „Music Week“ und „music & media“. Daneben hat er Bücher über das Musikgeschäft und Biographien  von Jazzmusikern verfasst. Als Pianist gehörte er zur Band um Chas Burchell, mit der er zwei Alben einspielte. Außerdem brachte er die Paris Reunion Band um Nat Adderley zusammen und tourte mit Adderley, Billy Mitchell, Arthur Blythe, Benny Golson, Keter Betts sowie Jimmy Cobb und Jan Harrington. Weiterhin begleitete er als Pianist Buddy DeFranco, Nathan Davis, Johnny Griffin, Dusko Goykovich und Ronnie Scott.
Seit 1998 lebte er in Durchhausen; verheiratet war er mit der deutschen Konzertveranstalterin Gabriele Kleinschmidt.

## Schriften
- Eddie Rogers/Mike Hennessey Tin Pan Alley London 1964
- Ronnie Scott mit Mike Hennessey Some of My Best Friends Are Blues London 1979
- Klook : the Story of Kenny Clarke London 1990; ISBN 0704325292 (deutsch als Erinnerungen an Klook. Das Leben von Kenny Clarke. Hannibal, Höfen, 2004 ISBN 3-85445-245-4)
- The Little Giant : the Story of Johnny Griffin London 2008; ISBN 9780955090851

## Diskographische Hinweise
- Shades of Chas Burchell (In + Out, 1993)
- Unsung Hero: The Undiscovered Genius of Chas Burchell (In+Out, 1995)